# Raymond Ekevwo
Raymond Ekevwo (Ughelli, 23 marzo 1999) è un velocista nigeriano.

## Biografia
Nel 2019 ha vinto la medaglia d'oro ai Giochi panafricani di Rabat nei 100 m piani, dove ha stabilito il suo record personale con il tempo di 9"96.

## Palmarès
| Anno | Manifestazione          | Sede         | Evento      | Risultato  | Prestazione | Note                          |
| ---- | ----------------------- | ------------ | ----------- | ---------- | ----------- | ----------------------------- |
| 2016 | Mondiali U20            | Bydgoszcz    | 100 m piani | Batteria   | dns         |                               |
| 2016 | Mondiali U20            | Bydgoszcz    | 4×100 m     | Batteria   | 40"39       |                               |
| 2019 | Giochi panafricani      | Rabat        | 100 m piani | Oro        | 9"96        | Miglior prestazione personale |
| 2019 | Giochi panafricani      | Rabat        | 4×100 m     | Argento    | 38"59       |                               |
| 2019 | Mondiali                | Doha         | 100 m piani | Semifinale | 10"20       |                               |
| 2022 | Campionati africani     | Saint-Pierre | 100 m piani | 4º         | 10"03       |                               |
| 2022 | Campionati africani     | Saint-Pierre | 4x100 m     | 4º         | 39"98       |                               |
| 2022 | Mondiali                | Eugene       | 100 m piani | Semifinale | 10"20       |                               |
| 2022 | Mondiali                | Eugene       | 4×100 m     | Batteria   | dq          |                               |
| 2022 | Giochi del Commonwealth | Birmingham   | 100 m piani | Semifinale | 10"36       |                               |
| 2022 | Giochi del Commonwealth | Birmingham   | 4x100 m     | Bronzo     | 38"81       |                               |